# Vimperk zastávka
Vimperk zastávka – przystanek kolejowy w miejscowości Vimperk, w kraju południowoczeskim, w Czechach. Znajduje się na wysokości 735 m n.p.m..  
Na przystanku nie ma możliwości zakupu biletów, a obsługa podróżnych odbywa się w pociągu.

## Linie kolejowe
- 198 Strakonice - Volary